# LACNIC

LACNIC(Latin America and Caribbean Network Information Centre, 라틴 아메리카 및 카리브해 네트워크 정보 센터, 스페인어: Registro de Direcciones de Internet para América Latina y Caribe, 브라질 포르투갈어: Registro de Endereçamento da Internet para América Latina e Caribe)는 라틴아메리카 및 카리브 제도 지역의 대륙별 인터넷 레지스트리이다.
LACNIC는 인터넷의 글로벌 운영을 지원하는 번호 자원 할당 및 등록 서비스를 제공한다. 인터넷 서비스 제공업체 및 이와 유사한 조직이 회원으로 구성된 비영리 회원 기반 조직이다.